# Strohbach (Gengenbach)
Strohbach ist, neben Wingerbach und Fußbach, ein Ortsteil von Bermersbach, einem Stadtteil von Gengenbach im Ortenaukreis in Baden-Württemberg.

## Geografie
Strohbach liegt in einem Seitental des vorderen Kinzigtals im Mittleren Schwarzwald südwestlich von Gengenbach. Die Ortschaft zieht sich vom Kinzigtal Richtung Westen ins Strohbachtal hinein. Benannt ist die Ortschaft nach dem Strohbach, der durch das Dorf fließt und später in den Bermersbach mündet.

## Geschichte
Erstmals wurde Strohbach 1314 als Strobach in einem Vertrag erwähnt. 1421 wurde es dann als Strôbach erwähnt. Strohbach wurde zur Versorgung der Mönche des Gengenbacher Klosters landwirtschaftlich erschlossen. Seit 1808 gehört Strohbach zu Bermersbach.
Früher bestand mit Fußbach und Schwaibach eine Allmendsgenossenschaft.

### Demographie
Einwohnerzahlen nach dem jeweiligen Gebietsstand.
| Jahr | Einwohnerzahl |
| ---- | ------------- |
| 1804 | 200           |

## Kultur und Sehenswürdigkeiten

### Bauwerke

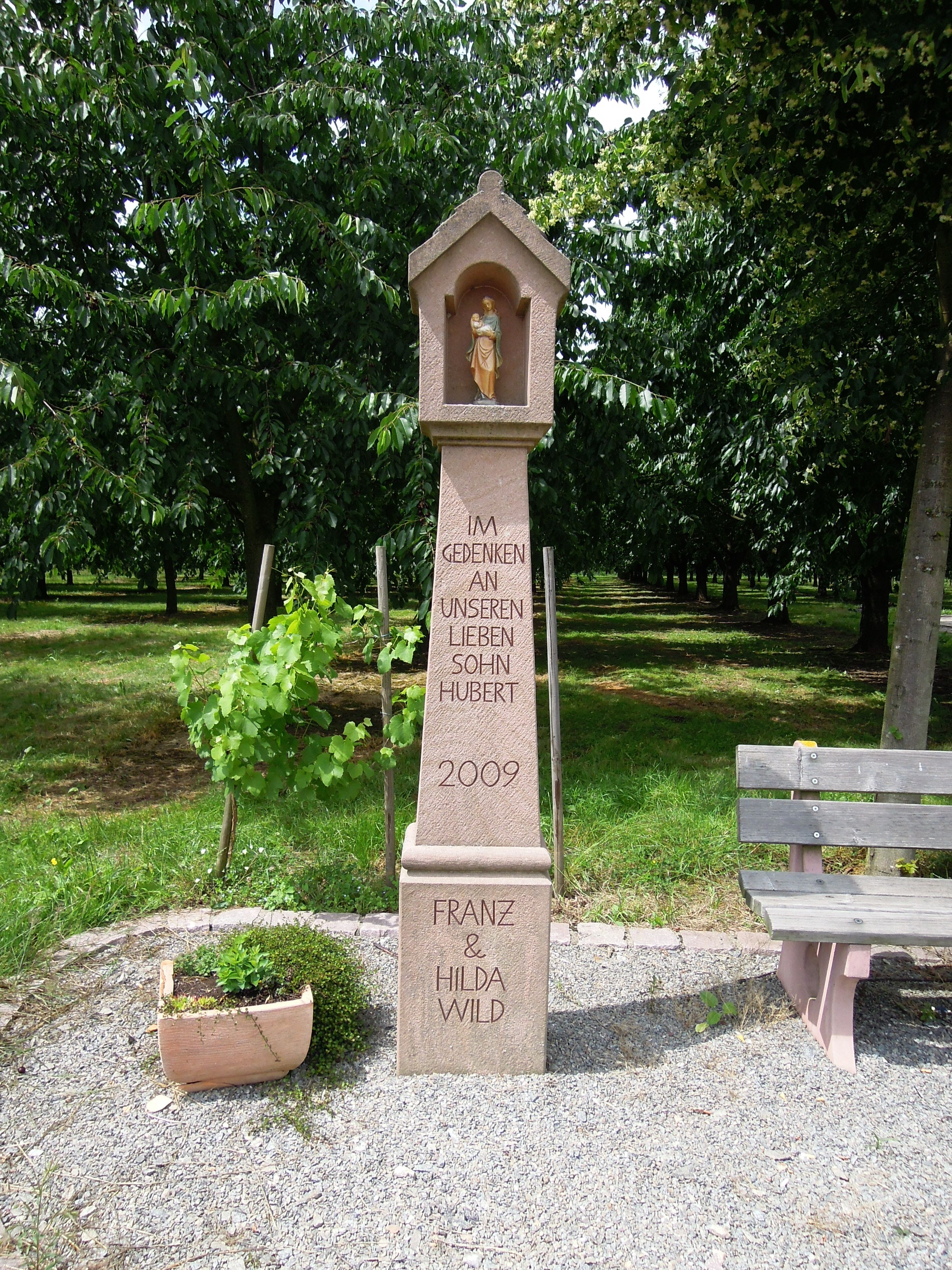
Bildstock in Strohbach

- Zentral im Ort liegt das Rathaus, welches die Ortsverwaltung von Bermersbach beherbergt. Es liegt zudem mittig der vier Ortsteilen.
- Wassertretstelle
- Mehrere Bildstöcke
- Gasthof Strohhof

### Natur
Durch Strohbach führen die Wanderwege Kleiner Räuber Hotzenplotz-Pfad und Großer Räuberweg. Ebenfalls führen drei Bildstöcklewege durch Strohbach.

### Vereine

#### Narrengemeinschaft Strohhansel Strohbach

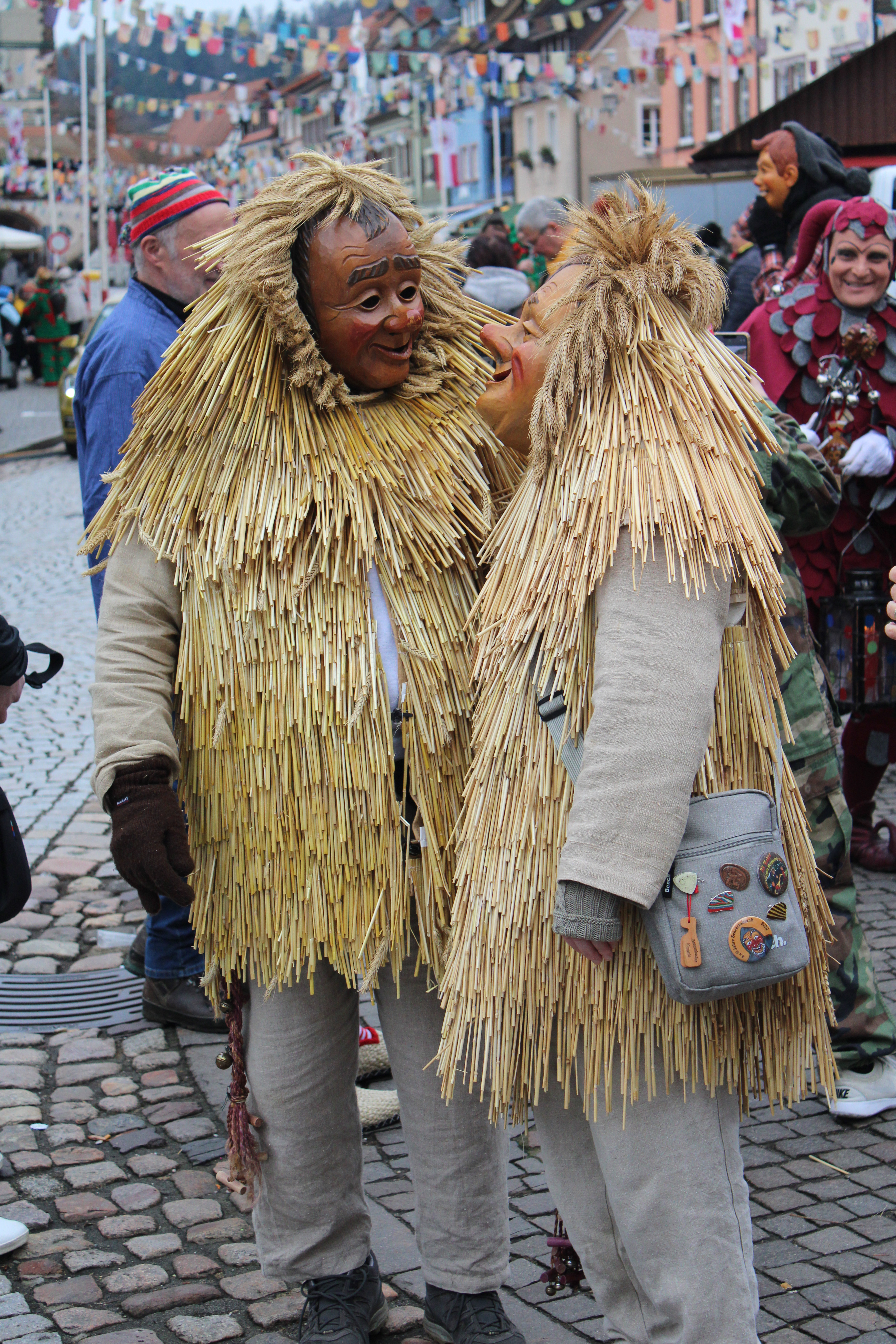
Strohhansel auf dem Bauernmarkt

Nachdem ist nach dem Zweiten Weltkrieg eine närrische Bewegung in Strohbach gebildet hatte, gründete man erst im Jahr 1982 die Narrengemeinschaft. Das außergewöhnliche "Häs" wurde vom Künstler Otto Lohmüller entworfen und besteht aus über 5000 Strohhalmen. Zum 11-jährigen Zunftjubiläum schuf man dann die Figuren des "Schierewächter" und das "Unkrut".

#### Bermersbacher Gastgeber
Die Bermersbacher Gastgeber sind ein Zusammenschluss von 17 Gasthäusern, Ferienwohnungen und Gasthöfen aus Bermersbach und den Ortsteilen Strohbach und Fußbach, der eine Interessensvertretung der Vermieter des Dorfes ist. Gegründet wurde dieser 1968 unter dem Namen Fremdenverkehrsverein Bermersbach-Strohbach-Fußbach. 2016 folgte dann die Umbenennung in Bermersbacher Gastgeber. Heute hat der Verein knapp 40 Mitglieder, von denen aber nicht jeder Vermieter ist.

## Wirtschaft und Infrastruktur

### Wirtschaft
Strohbach ist ein bekannter Weinbauort mit dem ansässigen Weingut Wild. Zudem gibt es in Strohbach viele Ferienwohnungen, wo viele der Gengenbacher Touristen unterkommen.

### Verkehr
Durch Strohbach führt die Kreisstraße 5333 und die Landstraße 99. Durch Strohbach fahren Schulbusse sowie Linienbusse von Südwestbus.

### Bildung
In Strohbach gibt es eine Grundschule. Alle weiterführenden Schulen stehen in Gengenbach oder der nahe gelegenen Kreisstadt Offenburg zur Verfügung.